# Chuột nhảy jerboa bốn ngón
Chuột nhảy jerboa bốn ngón, tên khoa học Allactaga tetradactyla, là một loài động vật có vú trong họ Dipodidae, bộ Gặm nhấm. Loài này được Lichtenstein mô tả năm 1823. Chúng được tìm thấy ở Ai Cập và Libya.